# Libius Severus
Libius Severus (waarschijnlijk Lucianië, ca. 420 - 15 augustus? 465), soms ook wel Severus III genoemd, was West-Romeins keizer van 19 november 461 tot zijn dood.

## Regering

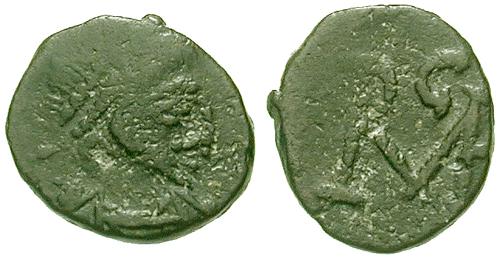
Libius Severus op de voorkant van deze munt die Ricimer heeft laten slaan. Op de achterkant het monogram van Ricimer.

Libius Severus werd door Ricimer, de opperbevelhebber van het West-Romeinse leger, op de troon gezet in Ravenna, na de dood van keizer Maiorianus in november 461. De Oost-Romeins keizer Leo I erkende hem echter niet als medekeizer.
Veel geschiedkundigen (ook van vroeger tijden) beschouwen Libius Severus als een marionet van Ricimer, maar waarschijnlijk was hij zelfs minder dan dat.
Tijdens zijn regeerperiode gebeurde er dan ook weinig, en voor de meeste van die weinige gebeurtenissen wordt Ricimer verantwoordelijk gehouden. Over de persoon Libius Severus weten we zo goed als niets, behalve dat hij waarschijnlijk geboren werd in Lucanië. Theophanes meldt dat hij het cognomen (= de bijnaam) "Serpentius" had.
De datum van zijn overlijden is onzeker. 15 augustus 465 wordt genoemd, maar er is nog een wet met zijn naam erop die werd aangenomen op 25 augustus, mogelijk slechts in zijn naam. De doodsoorzaak van Libius Severus is onbekend: zowel moord als een natuurlijke doodsoorzaak is mogelijk.
Na zijn dood volgde een interregnum van 18 maanden waarin ook weinig gebeurde. Uiteindelijk wist Anthemius zich de macht toe te eigenen en zich uit te roepen tot keizer van het West-Romeinse Rijk.